# 모라 전투
모라 전투(Battle of Morat, 또는 무르텐 전투)는 1476년 6월 22일 부르고뉴 공작 샤를 1세와 스위스 남부 동맹군이 베른에서 약 30km 떨어진 모라에서 벌인 부르고뉴 전쟁(Burgundian Wars, 1474~77)의 전투이다. 전투의 결과 스위스의 손에 부르고뉴인이 참패했다.

## 배경
1476년 3월 그랑송에서 구스위스 연방에 패배한 부르고뉴 공작 샤를 1세는 로잔에서 얽혀 있지만, 주로 온전한 군대를 재편성했다. 5월 말까지 그는 다시 한번 남부군을 향해 진군하여 그의 영토와 요새를 페이 드 보(Pays de Vaud)에서 회복한 다음, 진군하여 스위스 주 중에서 가장 큰 적인 베른을 공격할 준비가 되어 있다고 느꼈다.
그의 첫 번째 목표는 모라 호수의 동쪽 해안에 위치한 전략적 호숫가 마을 모라였다. 1476년 6월 11일, 부르고뉴는 베른 장군 아드리안 폰 부벤베르크가 지휘하는 잘 준비된 도시에 대한 포위 공격을 시작했다. 초기 공격은 벽에 장착된 경포의 강력한 포격에 의해 격퇴되었지만, 부르고뉴인이 사용한 두 개의 대형 포격으로 벽은 서서히 잔해로 변했다. 6월 19일까지 남부군 소집은 사린강 뒤의 진영에서 거의 완성되었다. 취리히에서 온 약 4,000명의 분견대만 이 아직 도착하지 않았으며 이들은 6월 22일까지 예상되지 않았다.
그 동안 샤를 1세는 남부군의 접근에 대해 합리적으로 잘 알고 있었지만, 그의 접근을 방해하는 것은 아무것도 하지 않았다. 이것은 그가 스위스의 도착에 대해 준비가 되어 있지 않았다는 것을 말하는 것이 아니다. 실제로 전형적인 방식으로 샤를 1세는 모라에서 약 2km 떨어진 자신이 선택한 근거에서 적을 만나기 위한 정교한 계획을 준비하여 예상되는 접근 경로를 지배했다. 마을 주변의 지형은 꽤 언덕이 많았고, 그는 부르크그라벤 시내가 가로막은 급경사 협곡에 왼쪽 측면에 포를 배치하기로 결정했다. 중앙에는 그룬하크로 알려진 정교한 도랑과 성곽 참호 뒤에 무르텐을 포위하는 데 관여하지 않은 대부분의 샤를의 보병과 포병이 서 있었다. 이들은 스위스 연맹의 장창과 할버드와 싸우기 위한 것이었다. 오른쪽에서 무리를 이룬 장다름이 전방에서 교전 중인 스위스의 측면을 공격하여 탈출구가 없는 죽음의 땅으로 만들었다.
1476년 6월 21일, 샤를 1세는 연방군이 공격할 것으로 예상했다. 그는 군대를 편성하고 다가오는 공격에 대비했다. 그러나 스위스 사령관은 취리히에서 군대를 위해 하루를 더 기다리기로 결정했다. 약 6시간의 기다림 끝에 샤를 1세는 그의 군대에게 일어서서 진영으로 돌아가라고 명령했다.

## 전투

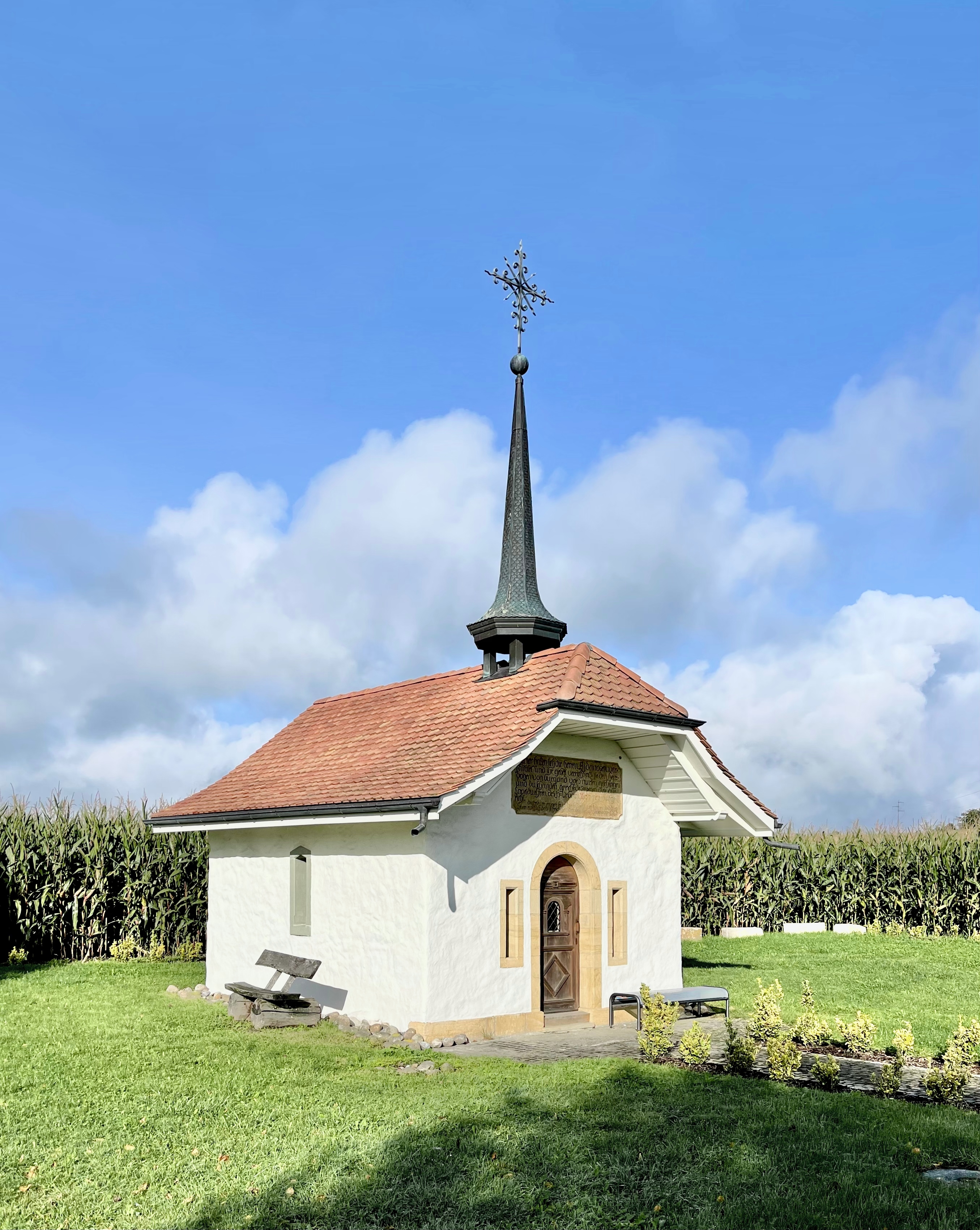
전투에 나서기 전에 스위스 사람들이 기도하던 상크트 우르반 1세 예배당.

1476년 6월 22일 오전 즈음, 샤를 1세는 남부 연합군이 계속 지연될 것으로 예상하고 재무관에게 전체 군대에 비용을 지불하라고 명령했다. 부르고뉴 군대의 질서 정연한 전선은 군인들이 진영 전역에 흩어져 급여를 받고, 점심을 먹고, 비를 피하면서 혼란에 빠졌다. 그룬하크에 남아 있던 스켈레톤 부대는 전투 명령을 받은 스위스 군대가 전선에서 1,000m 미만의 숲에서 나타났을 때 놀랐다. 약 6,000명의 척후병과 참석한 1,200명의 기병으로 이루어진 남부 동맹의 선봉대가 모라 서쪽의 비르헨발트 숲에서 분출했는데, 그곳은 정확히 샤를이 그들이 나타날 것이라고 예측한 곳이었다.
선봉대 뒤에는 장창병의 본체인 게발투트(중군)가 있었다. 약 10,000명에서 12,000명의 병력이 중앙에 칸톤 표준을 가진 큰 쐐기를 형성했으며 측면에는 미늘창과 창병의 외부 고리가 있었다. 6,000명에서 8,000명의 더 빽빽한 장창병과 미늘창의 후위대가 게발투트를 따라 현재는 인원이 거의 없는 그룬하크를 향했다.
스위스군이 부르고뉴의 위치로 내리막길로 돌격하자 포병은 몇 발의 일제 사격을 가해 과감한 로렌군 수백 명을 죽이거나 불구로 만들었다. 역경에 맞서 그룬하크의 수비수들은 스위스를 한동안 지켜냈고 스위스의 분견대는 부르크그라벤 근처의 수비진의 왼쪽 측면을 통해 길을 찾아 전체의 위치를 돌렸다. 스위스군은 빠르게 그 너머로 진군해 모라와 포위군 진영으로 진격했다.
부르고뉴 진영에서는 스위스군이 목격된 후 혼란이 있었다. 병사들이 서둘러 대열을 재편성하고 전투를 준비하기 시작했다. 모라가 내려다보이는 언덕인 도밍그 숲 꼭대기에 있는 공작의 천막에서 샤를은 진영의 방어를 조정하기 위해 말을 타고 달려가기 전에 그의 신하들에 의해 재빨리 무장했다. 그러나 어떤 부대라도 신속하게 결성되어 스위스에 맞서 전진했지만, 여전히 소규모인 남군 전투 진형에 대해 여러 가지 비협조적인 공격이 이루어짐에 따라 휩쓸려 버렸다. 로렌 공작 르네 2세를 포함하여 로렌을 패주시킨 공작 가문의 중대들로부터 약간의 저항이 있었다. 겐다메가 퇴각할 수밖에 없었던 파이크의 도착에 의해서만 구원을 받은 그는 그들에게 어떠한 인상도 줄 수 없었다.
찰스는 진영 앞에서 최후의 방어선을 형성할 수 있을 만큼 충분한 영국 궁수를 소집했지만, 이들은 활이 구부러지기 전에 패주했고, 그들의 사령관은 스위스 척후병에게 총을 맞았다. 전통적으로 서머셋 공작은 영국 궁수의 사령관으로 식별된다. 그러나 부르고뉴에서 복무한 것으로 알려진 유일한 서머셋 공작 에드먼드 보퍼트는 1471년 잉글랜드의 튜크스베리에서 사망했으며, 따라서 5년 후에는 머튼에 있을 수 없었다. 그런 다음 샤를이 군대에게 후퇴하라고 명령한 것은 모두 자신을 위한 것이었고, 이는 후퇴로 해석되었으며, 이는 조직화된 모든 저항이 끝나면서 패주하게 되었다.
호숫가를 따라 약 3마일 동안 많은 부르고뉴 사람들이 그날 패주로 사망했다. 약 4,000~6,000명으로 구성된 이탈리아 사단은 모라 남부를 포위하는 최악의 운명을 맞았을 것이다. 스위스 후위병에게 차단되고 마을에서 온 샐리의 공격을 받아 해안을 따라 쫓겨난 후 호수로 쫓겨났다. 약속한 대로 분기가 부여되지 않았다.
더 운이 좋은 것은 모라 포위 작전의 북쪽 절반에 배치된 사보이 백작 로몽의 자크 휘하의 사보이아 사단이었다. 모든 짐을 정리하고 버리고 호수를 중심으로 북쪽과 서쪽으로 후퇴하여 마침내 로몽으로 무사히 탈출했다.
이 전투에서 노획한 전리품 중 일부는 여전히 스위스의 그뤼예르성에 보관되어 있다. 여기에는 아버지 필리프 3세의 기일을 기념할 때 용맹한 샤를 1세의 황금양모 기사단 상징이 새겨진 망토 등 3개가 포함돼 있다.

## 여파
프랑스의 시인이자 연대기 작가인 장 몰리네는 샤를의 군대가 약 6,000~7,000명의 병사를 잃었다고 보고했다. 후대의 작가들은 9,000에서 10,000 사이의 더 높은 숫자를 계산했다.
남부연합에 대한 찰스의 복수의 꿈은 그날로 끝났다. 그는 적들과 6개월 동안 계속해서 고군분투했지만, 모라에서의 패배는 실제로 부르고뉴 국가의 종말의 시작을 알렸고 공작의 적들은 매우 기뻐했다. 샤를 1세는 모르주로 탈출한 다음 퐁타를리에(Pontarlier)로 탈출하여 그곳에서 몇 달 동안 머물렀으며 보고된 바에 따르면 깊은 우울증에 빠져 있었다. 그는 나중에 낭시 전투(Battle of Nancy)에서 전장으로 돌아갔고 그곳에서 사망했다.
부르고뉴 대포 자국은 여전히 모라의 방어탑에서 볼 수 있다.